# Ferdinand Jacob Domela Nieuwenhuis

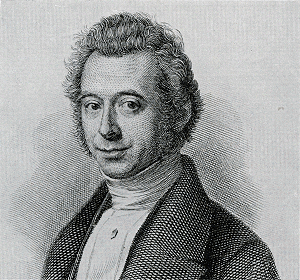
Ferdinand Jacob Domela Nieuwenhuis

Ferdinand Jacob Domela Nieuwenhuis (* 3. Mai 1808 in Utrecht; † 28. April 1869 in Nieuw-Rande, einem Ortsteil von Diepenveen) war ein niederländischer  evangelisch-lutherischer Theologe und Prediger.

## Leben
Domela Nieuwenhuis, Sohn des Jacob Nieuwenhuis, promovierte 1833 zu Utrecht in Theologie, war danach evangelisch-lutherischer Prediger zu Monnickendam und in Utrecht. Er war ein Schüler Johann Gottlieb Plüschkes, dessen Grabrede er auch hielt. Seit 1842 war er Hochschullehrer am  lutherischen Seminar zu Amsterdam. Er starb plötzlich in Nieuw-Rande bei Diepenveen, als Gast des ehemaligen Generalgouverneurs Albertus Jacobus Duymaer van Twist. Er war Vater von Jacob Domela Nieuwenhuis und Ferdinand Domela Nieuwenhuis.

## Werke in Auswahl
- De hooge feesten der Christ. kerk en derzelver oorsprong en bestemming, Leeuwarden 1834
- Geschiedk. overzigt der vroegere zorg van de Ned. Luth. kerk voor de opleiding tot het Herder- en Leeraarsambt, Amsterdam 1852
- Geschied. der Evang. Luth. gemeente te 's-Grav., Amsterdam 1856
- Geschiedenis der Amsterdamsche Luthersche gemeente, Amsterdam 1856
- Abraham des Amorie van der Hoeven, een voorbeeld van kanselwelsprekendheid, Amsterdam 1856
- Leven en karakter van Abr. des Am. van der Hoeven, Amsterdam 1859
- De waarde der fraaie kunsten voor het Christendom, 1859
- De vooruitgang in de Luthersche kerk, 1865